# Orienteering ai Giochi mondiali 2022 - Distanza media maschile
La gara di orienteering maschile su distanza media ai Giochi mondiali 2022 si è svolta il 16 luglio 2022 a Birmingham.

## Risultati
| Pos. | Atleta                 | Tempo   |
| ---- | ---------------------- | ------- |
|      | Kasper Harlem Fosser   | 33:45   |
|      | Matthias Kyburz        | 33:52   |
|      | Martin Regborn         | 34:42   |
| 4    | Ruslan Glibov          | 36:02   |
| 5    | Gernot Ymsen           | 36:30   |
| 6    | Joey Hadorn            | 36:58   |
| 7    | Isac von Krusenstierna | 37:31   |
| 8    | Håvard Eidsmo          | 37:37   |
| 9    | Michal Olejnik         | 38:02   |
| 10   | Tomas Krivda           | 38:28   |
| 11   | Max Peter Bejmer       | 38:48   |
| 12   | Bojan Blumenstein      | 39:13   |
| 13   | Vojtech Král           | 39:15   |
| 14   | Tim Robertson          | 39:35   |
| 15   | Riccardo Rancan        | 39:57   |
| 16   | Bartosz Pawlak         | 40:00   |
| 17   | Jannis Bonek           | 40:10   |
| 18   | Jakob Edsen            | 40:19   |
| 18   | Elias Jonsson          | 40:19   |
| 20   | Yannick Michiels       | 40:34   |
| 21   | Tuomas Heikkilä        | 41:12   |
| 22   | Jonny Crickmore        | 41:46   |
| 23   | Algirdas Bartkevicius  | 42:50   |
| 24   | Sergei Rjaboskin       | 43:17   |
| 25   | Colin Kolbe            | 43:30   |
| 26   | Emil Obro              | 44:17   |
| 27   | Joseph Barrett         | 44:21   |
| 28   | Otto Kaario            | 45:11   |
| 29   | Ralph Street           | 45:25   |
| 30   | Greg Ahlswede          | 47:47   |
| 31   | Robert Graham          | 49:33   |
| 32   | Tsz Wai Yu             | 58:52   |
| 33   | Joacy Dantas de Araujo | 1:00:05 |
| 34   | Chun Ho Li             | 1:00:17 |
| 35   | Leandro Nascimento     | 1:00:27 |
| 36   | Mason Arthur           | 1:07:52 |
| -    | Oleksandr Kratov       | DNF     |
| -    | Damian Konotopetz      | DSQ     |
| -    | Aston Key              | DSQ     |